# Simone Brocard
Simone Brocard, född 1752, död efter år 1784, var en affärsidkare på Saint-Domingue (nuvarande Haiti).  Hon tillhör de främsta representanterna för den förmögna klassen av Gens de couleur libres på Saint-Domingue, och har kallats sin generations mest väldokumenterade fria färgade kvinnan i Cap-Francais. 
Simone Brocard döptes 11 mars 1752. Hennes bakgrund är okänd, men att döma av att hon år 1783 uppgavs ha två tonårsdöttrar i flickpension som benämns som kvarteroner, tycks hon ha haft samma bakgrund som de flesta fria färgade affärskvinnor i kolonin: den att ha varit betald älskarinna genom plaçage till en förmögen vit man, som efter avslutat förhållande lämnade henne kapital att starta en affärsrörelse. Brocard var en av många framgångsrika affärskvinnor ur den fria färgade klassen i kolonin, och var redan vid tjugo års ålder en betydande affärsidkare och slavägare. Hennes affärsverksamhet fokuserade på att sälja och köpa slavar från och till andra fria färgade, företrädesvis kvinnor, och mycket dokumentation är kvarlämnat av hennes transaktioner. 